# 商 (姓)
商（しょう）は漢姓の一つ。「百家姓』の487番目。2020年の中華人民共和国の統計では人数順の上位100姓に入っておらず、台湾の2018年の統計では206番目に多い姓で、1,946人がいる。 

## 由来
一つは殷の王族の子孫。子姓で、国の滅之後、国名を氏とした。
二つめは秦の政治家商鞅の子孫。姫姓で、商邑（現在の陝西省丹鳳県）に封ぜられたために邑をもって氏とした。郡望は汝南、京兆、濮陽、主要堂号は追遠堂と半野堂。

## 著名な人物
- 商瞿、商沢 - 孔子の弟子。
- 商鞅 - 戦国時代の秦の政治家。
- 商輅（中国語版） - 明正統年間の政治家。
- 商震 - 中国国民党の将軍。
- 商天娥（中国語版） - 香港の女優。